# Шупарка

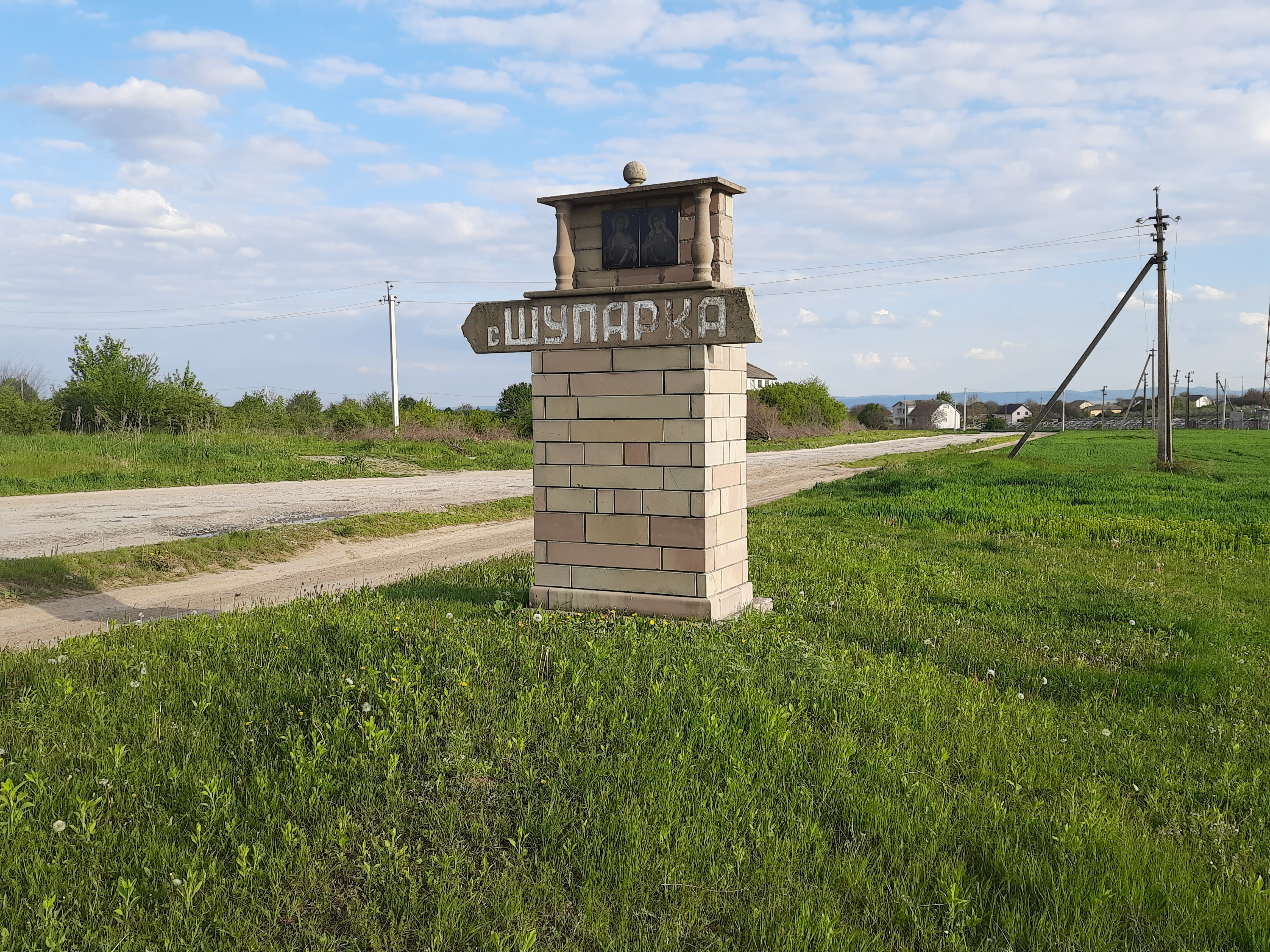
В'їзд у село

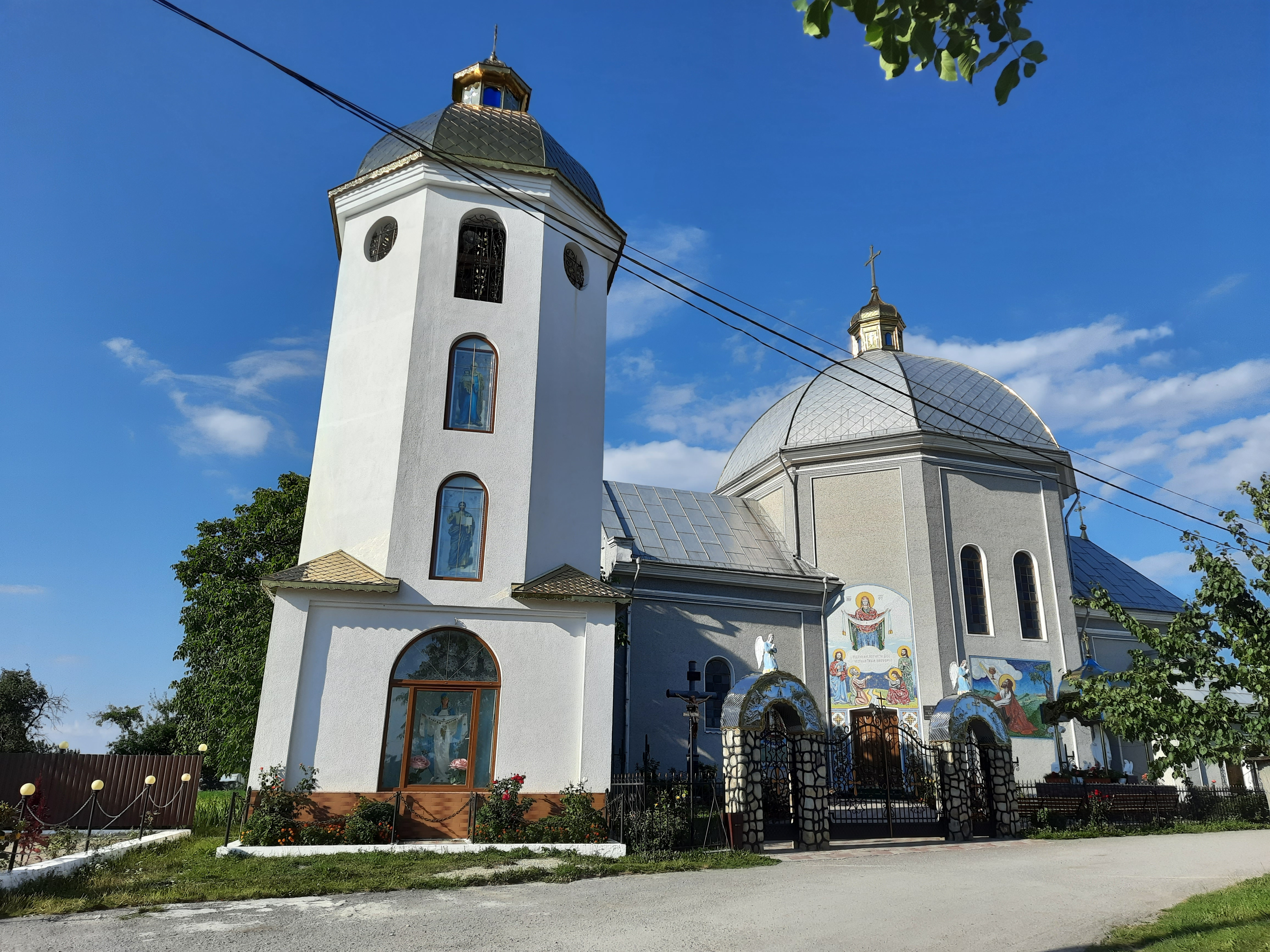
Церква Покрови Пресвятої Богородиці

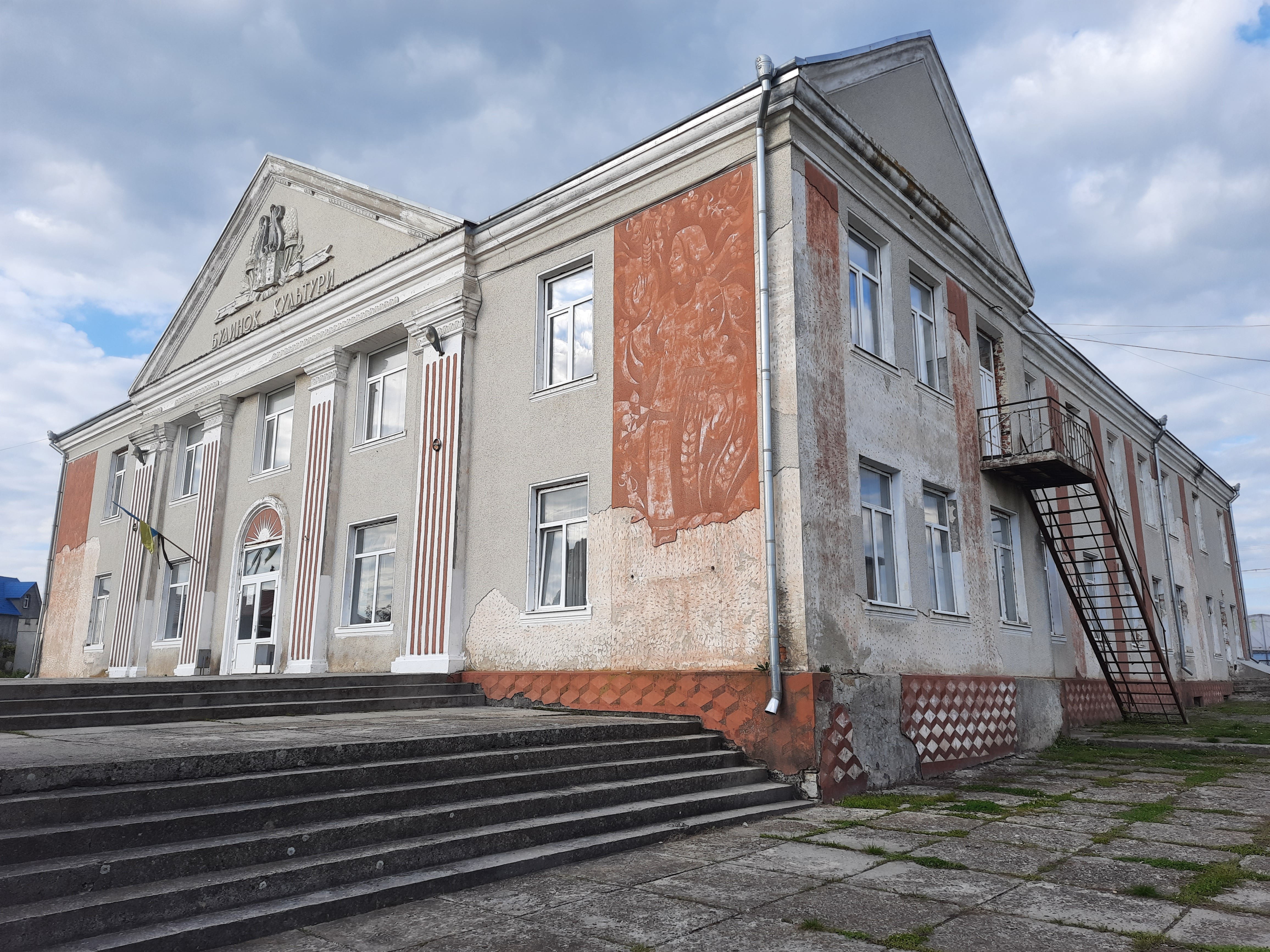
Будинок культури

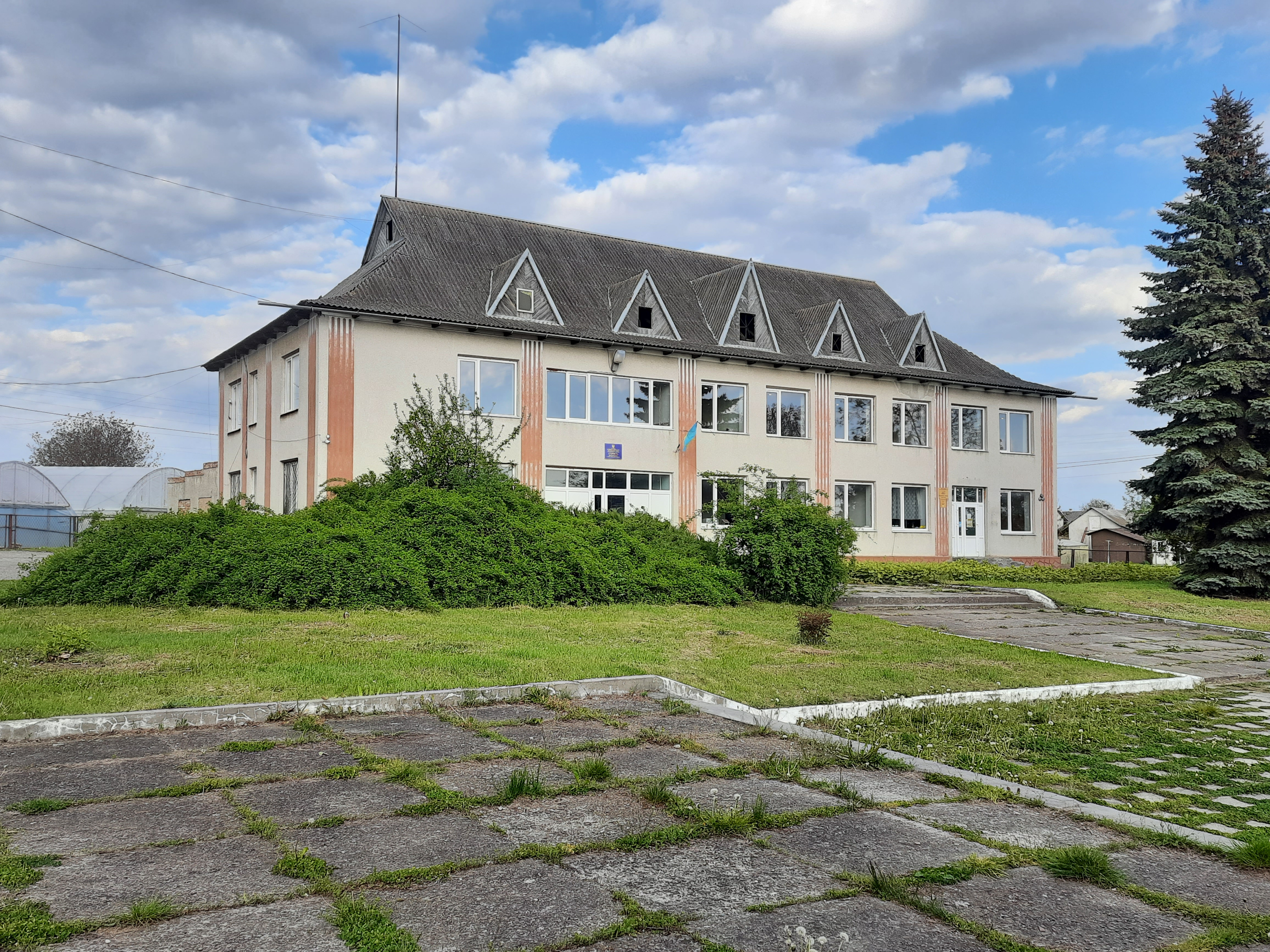
Старостат

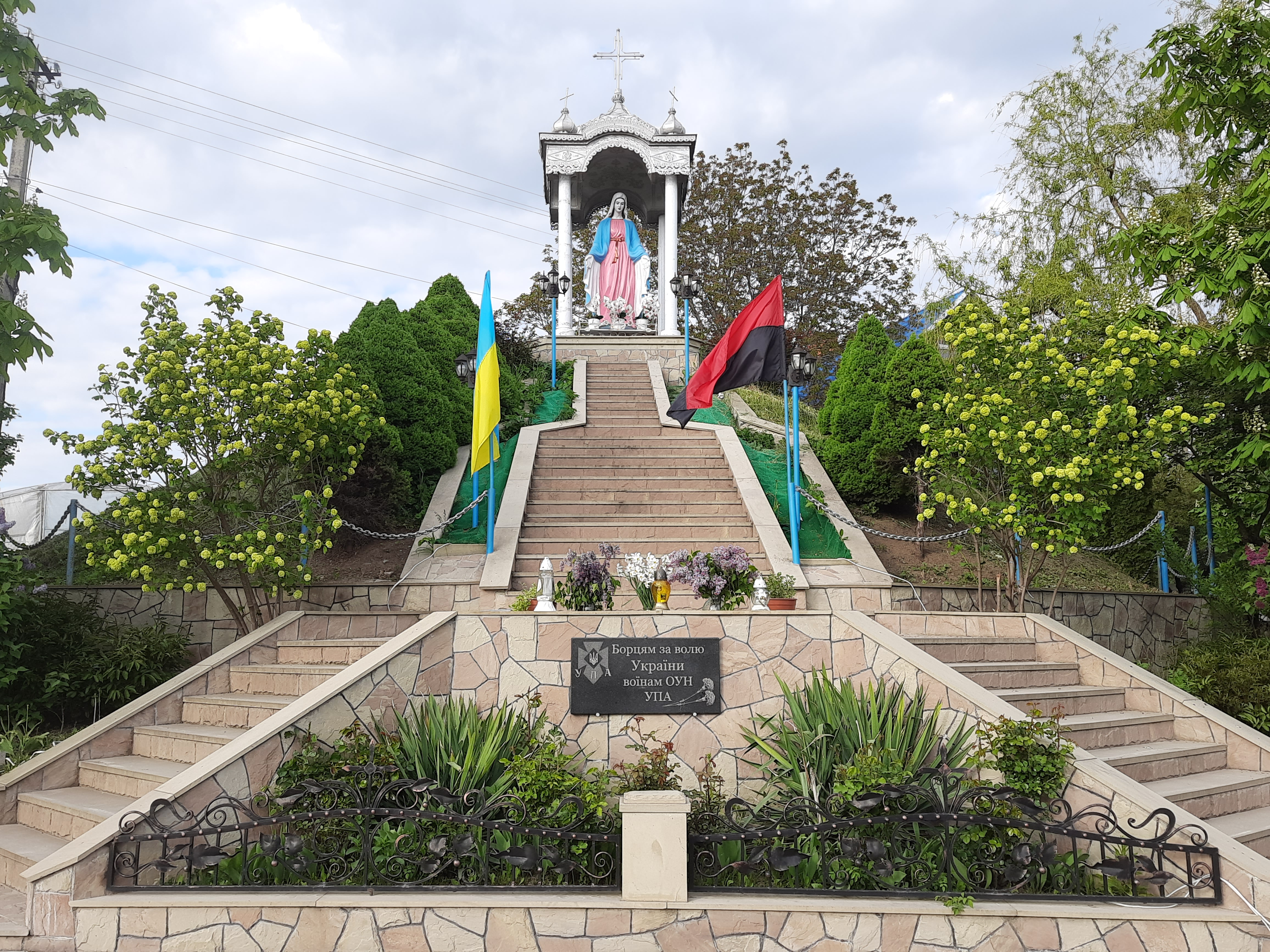
Символічна могила Борцям за волю України

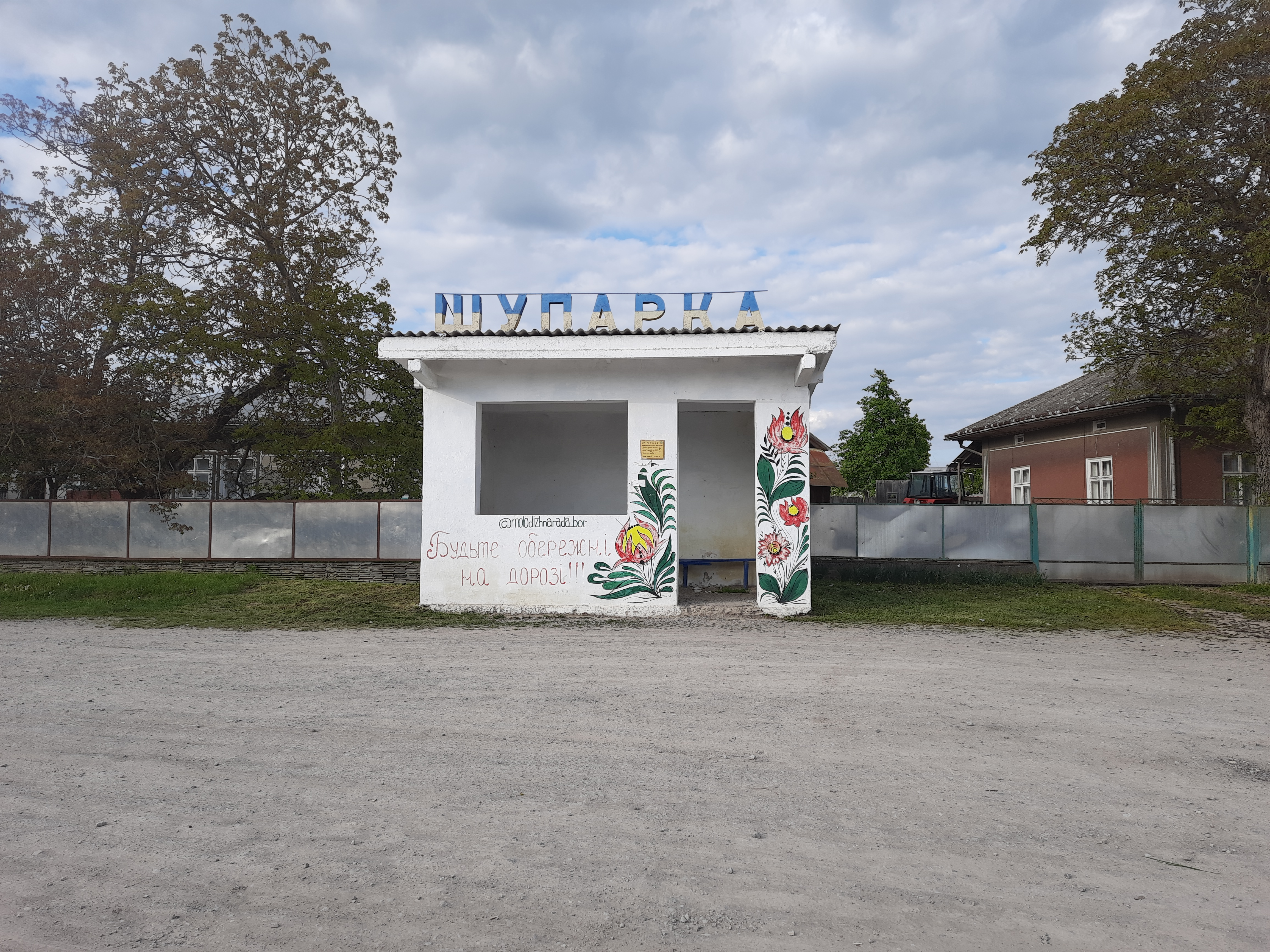
Автобусна зупинка

Шу́парка — село в Україні, у Борщівській міській громаді Чортківського району Тернопільської області. Розташоване на півдні району. Центр колишньої сільради, якій було підпорядковане с. Худіївці.
Населення — 1711 осіб (2014).
Поблизу є Шупарський заказник, ботанічні пам'ятки природи — Шупарська бучина № 1 і № 2, Шупарський феномен.

## Назва
За легендами, назва села походить від тюркського слова «шипер» (або «шупер»), що означає «табір», «стоянка». За версією М. Крищука — від слова «шпара» (діра, щілина), "поселення в лісі, до якого є підходи у вигляді «лісових просік».
Можливо, від прізвища Шупар. Із розповідей старожилів відомо, що першими мешканцями, тобто засновниками Шупарки, були Осадчуки (від слова «осада» — поселення).

## Географія
Село розташоване на відстані 570 км від Києва, 120 км — від обласного центру міста Тернополя та 24 км від міста Борщів.
У селі бере початок потік Бурти, що вливається в р. Дністер у селі Колодрібка.

## Історія
Поблизу села виявлено археологічні пам'ятки трипільської культури — на полях, що називаються Слобідка і Маликова долина, ще й нині можна натрапити на черепки глиняного посуду та уламки старовинних предметів; у полі Під Ганчихою були знайдені бронзовий неорнаментований кельт із вушком — археологічна пам'ятка епохи бронзи (зберігається в Музеї НТШ у Львові).
Відоме від 16 століття. Перші письмові згадки про Шупарку в документах датовані 1661 і 1775 роками.
У 1843 р. влада видала дозвіл на виробництво у Шупарці поташу (соди). Більшість кращих земель належали графові Адамові Голуховському, який жив у містечку Гусятин; фільварком управляв економ Северин Думанський. Тільки один селянин мав 18 морґів поля.
1894 — пошесть чуми. На пам'ять про загиблих поставили на сільському цвинтарі хрест, що зберігся донині.
Під час Першої світової війни на початку липня 1915 поблизу Шупарки зазнав значних втрат Кабардинський кінний полк російської армії.
За Австро-Угорщини в Шупарці діяла пошта.
Степан Паладійчук та Михайло Юсип'юк заснували в 1905 році читальню «Просвіти», яка функціонувала до 1923 року. У селі діяли філії товариств «Відродження» (заснував о. Йосип Фльорчук), «Сільський господар», «Луг» (організатор і керівник — Іван Луцик (1889 р. н.; член УВО, колишній сержант УГА, який мав вплив на раду ґміни); споживча кооперація «Земля»; а також осередок польської організації «Стшелєц».
У 1925 р. в селі діяли млини Тадеуша Чарківського та Яна Яцікевича.
18 вересня 1939 польський загін (бл. 100 осіб) у Шупарці влаштував погром.
Від вересня 1939 року Шупарка — під радянською владою, яка почала «полювання» за членами ОУН, інтеліґенцією, просвітянами, національно свідомою молоддю.
Від 3 липня 1941 до 7 квітня 1944 року село — під німецькою окупацією.
Протягом 1944–1948 років органи НКДБ і МДБ знищили 43 особи із Шупарки, у тому числі 12 членів і симпатиків ОУН, 6 жінок, зокрема членів ОУН Василину Антонюк (псевдо «Береза»; 1924—1947), Дмитра Арсенчука (псевдо «Щек»; загинув 1945 р.), Миколу Василюка (1916—1944), Ярослава Гнатюка (псевдо «Береза»; 1927—1944), Івана Крика (загинув 1945 р.), Степана Крищука (1924—1945, стрілець УПА), Ярослава Лукіянчука (псевдо «Крук»; 1925—1944), Дмитра Лучика (псевдо «Місяць»; 1919—1945), Дмитра (псевдо «Комар»; 1917—1944) та Михайла Петрінчиків (розстріляли у ЧА), Василя Савчука (псевдо «Сірко»; 1927—1946), Василя Петрінчика (1922-1944)Василя Юсип'юка (псевдо «Гром»; 1947); заарештували Степана Кота (член ОУН, загинув у концтаборі) Ганну Крик (1924 р. н., зв'язкова ОУН, в‘язень концтаборів), Михайла Крика (станичний юнацької сітки ОУН, пропав безвісти), Федора Лук'янчука (1846—1952).
Депортували до Сибіру членів їхніх сімей, зокрема Надію Крищук із батьком (1929 р. н., за брата і сина Степана; матір закатували у борщівській тюрмі). На старому цвинтарі насипано символічну могилу,де похоронені 12 воїнів,борців за волю УкраїниБ(1990-ті рр.), на мармуровій плиті зазначені імена та прізвища загиблих. На шупарському цвинтарі поховані заступник підрайонового ОУН «Хрін» (1928—1946), член ОУН, сотник УПА «Ярема» (загинув 1944 р.). У книзі «Реабілітовані історією» (Тернопіль, 2008 р.) зафіксовано 61 репресованого жителя Шушпарки.
На фронтах німецько-радянської війни воювало 460 осіб, із них, за даними Книги Пам'яті (1995 р.) 113 загинули, 56 пропали безвісти.
Протягом 1945—1946 рр. у село переселили 39 родин із Лемківщини, Підляшшя і Холмщини (Польща).
З 20 листопада 2020 р. належить до Борщівської міської громади.
До 19 липня 2020 р. належало до Борщівського району.

## Населення
Згідно з переписом УРСР 1989 року чисельність наявного населення села становила 1955 осіб, з яких 909 чоловіків та 1046 жінок.
За переписом населення України 2001 року в селі мешкало 1900 осіб.
За австрійською статистикою 1900 року, в громаді було: 1912 греко-католиків, 96 римо-католиків мова: 1903 особи — українська, 126 — польська; в дворі: 129 греко-католиків, 72 римо-католики, мова: 123 особи — українська, 85 — польська.
За польськими статистичними даними, у селі: в 1921 р. — 395 дворів (1700 осіб), 1931 р. — 482 двори (2209 осіб).
Національний склад населення в Шупарці у 1938 р.: 2150 осіб — українці, 100 — поляки (4,7 %).

### Мова
Розподіл населення за рідною мовою за даними перепису 2001 року:
| Мова       | Кількість | Відсоток |
| ---------- | --------- | -------- |
| українська | 1903      | 99.79%   |
| російська  | 3         | 0.16%    |
| білоруська | 1         | 0.05%    |
| Усього     | 1907      | 100%     |

## Релігія
- церква Покрови Пресвятої Богородиці (1893, мурована, ПЦУ).

## Економіка
У селі є торговельні заклади.
Станом на 1931 рік за селом числилося 1574 га орної землі. 1949 року в селі організовано два колгоспи, які в 1950 р. об'єднали в одне господарство, згодом його приєднали до укрупненого; у 1990-х рр. розпаювали.

## Освіта
Працюють загальноосвітня І-ІІ ступенів та бібліотека.
Народна школа функціонувала в селі з 1884 року. Згодом вона стала двокласною, від 1932 р. — трикласною. Шкільний будинок був дерев'яним, у 1900 р. громада звела будинок із двома шкільними кімнатами.
Від 1946 року у селі діяла 7-річна школа, 1967 року — 8-річна.

## Культура
У селі працює Будинок культури.

### Народна культура
Село розташоване у етнографічному регіоні Західне Поділля. У селі є особливий вид нагрудного жіночого одягу без рукавів — кожушини, або ж кожушанки — хутряний нагрудний одяг з цільнокроєними короткими рукавами.

## Пам'ятки

Пам'ятник Тарасові Шевченку

Є церква святої Покрови (1901, мурована), капличка, «фігура» Матері Божої (1990-ті).
1848 року скасована панщина; на честь цього встановлено хрест, зруйнуваний за радянської влади, відновлений у 1992 р.
Споруджено пам'ятники воїнам-односельцям, полеглим у німецько-радянській війні (1969), Тарасу Шевченку (1991), насипано символічну могилу Борцям за волю України (1990-ті), встановлено 6 пам'ятних хрестів, меморіальні таблиці на честь 110-річчя побудови першої школи та релігійному діячеві о. Володимиру Величковському (2004).
Біля села є Шупарський ботанічний заказник.
Пам'ятник Т. Шевченку
Щойновиявлена пам'ятка монументального мистецтва.
Встановлений 1991 р.
Погруддя — бетон, постамент — камінь.
Погруддя — 1,1 м, постамент — 1,9 м.

## Відомі люди

### Народилися
- Бриндзя Зіновій Федорович (1950) — український учений-економіст, професор, заслужений діяч науки і техніки України.
- управлінець І. Гнатів
- господарник, громадський діяч В. Мошенко.

### Працювали
- Володимир Антофійчук — вчителем у сільській школі (1977—1978).
- Володимир Чубатий — священик УГКЦ, парох села в 1930—1946 роках; репресований радянською владою, слуга Божий.
- Михайло Шафранюк — працівник кооперативного руху, пізніше фундатор мистецьких збірок у Торонто, Канада.